# لجنة الدولة لحالة الطوارئ
لجنة الدولة لحالة الطوارئ (بالروسية: Государственный комитет по чрезвычайному положению، ГКЧП) هي مجموعة من ثمانية مسؤولين رفيعي المستوى في الحكومة السوفيتية، والحزب الشيوعي ولجنة أمن الدولة. حاولوا الانقلاب على ميخائيل غورباتشوف في 18 أغسطس 1991 . في غضون يومين، وفي 20 أغسطس 1991، انتهت محاولة الانقلاب بالفشل التام.

## أعضاء اللجنة
تألفت اللجنة من ثمانية أعضاء، جميعهم كانوا مسؤولين رفيعي المستوى في الاتحاد السوفيتي وهم
- غينادي ياناييف (1937-2010)، نائب الرئيس السوفيتي
- فالنتين بافلوف (1937-2003)، رئيس الوزراء السوفيتي
- بوريس بوغو (1937-1991)، وزير الداخلية
- ديمتري يازوف (مواليد 1924)، وزير الدفاع السوفيتي ومارشال الاتحاد السوفيتي
- فلاديمير كريوتشكوف (1924-2007)، رئيس KGB
- أوليغ باكلنوف (مواليد 1932)، النائب الأول لرئيس مجلس الدفاع في الاتحاد السوفيتي
- فاسيلي ستاردوبوتسيف (1931-2011)، رئيس اتحاد الفلاحين في الاتحاد السوفيتي
- الكسندر تازياكوف (مواليد 1926)، رئيس رابطة مؤسسات الدولة

بوغو انتحر وأطلق النار على نفسه لتجنب الاعتقال، في حين ألقي القبض على بقية الأعضاء السبعة بعد الاعتقال.

## المحاولة الأخيرة للحفاظ على الاتحاد السوفيتي
كان الانقلاب هو محاولة للحفاظ على سلامة الاتحاد السوفيتي وبناء النظام الدستوري، في 19 أغسطس 1991 تشكلت لجنة الدولة لحالة الطوارئ من قبل كبار قادة الاتحاد السوفيتي. وقررت القاء القبض على ميخائيل غورباتشوف.و اجبرته على الإقامة الجبرية في القرم.

## المحاكمات
في 15 ديسمبر 1992 وبعد أكثر من عام على الانقلاب، استلمت المحكمة العليا للاتحاد الروسي قضية جنائية من 144 مجلدا بخصوص الانقلاب، مرسلة من المدعي العام. بدأت جلسات الاستماع في 26 يناير 1993 .
في 14 أبريل 1993 بدأت المحاكمة. واستمرت 14 شهرا حتى 1 مارس 1994. كانت المحاكمة علنية، لكن وسائل الإعلام الأجنبية لم تشارك ولم يخصص لها مكان أصلًا في قاعة المحاكمة. ولم يعترف أعضاء اللجنة بذنبهم إذ اعتبروا انهم عملوا للحفاظ على وحدة الدولة، وحاولوا الحيلولة دون تفككه
في 23 فبراير 1994 أصدر مجلس الدوما عفوا عن جميع المتهمين في القضية. في 1 آذار 1994 تم إغلاق القضية. رغن ذلك جرت أمور أخرى الا انها لم تؤثر على قرار العفو

## مصير أعضاء اللجنة
- أنتحر وزير الداخلية بوريس بوغو وزوجته بعد الانقلاب. ولكن بعض المصادر ترجح انه قد قتل.
- وزير الدفاع ديمتري يازوف تم سجنه. وبقي في ماتروسكايا تشينا لمدة 18 شهرا. وفقا لمصادر صحفية، فان يازوف بعث برسالة مصورة مسجلة إلى الرئيس، وصف نفسه فيها (بالأحمق المسن). واعلن انه غير مسؤول عن ما جرى، واكد أنه غير مذنب ومع ذلك فأنه يقبل العفو. وانه قد طرد من الخدمة العسكرية بناء على أوامر رئاسية من غورباتشوف. عمل بعد العفو عنه مستشارا في اكاديمية الاركان العامة.
- أوليغ باكلنوف. قضى 18 شهرا في ماتروسكايا تيشينا، تم العفو عنه في 1994 واعلن غير مذنب. لاحقا أصبح مديرا لإحدى المؤسسات
- غينادي ياناييف. سجن لمدة 18 شهرا في ماتروسكايا تيشينا. وفي وقت لاحق أصبح رئيسا لقسم التاريخ الوطني في الأكاديمية الدولية الروسية للسياحة
- فالنتين بافلوف، تعرض اثناء الانقلاب إلى ازمة صحية، شخصت لاحقا على انها ارتفاع ضغط الدم. لاحقا في 29 أغسطس تم نقله إلى ماتروسكايا تيشينا. واعلن انه يقبل العفو بصفته غير مذنب. لاحقا أصبح مديرا لأحد البنوك. ثم عمل مستشارا لبنك اخر هو بنك VTB . في 2003 توفي بافلوف بعد سلسلة من النوبات القلبية ودفن في موسكو.